# Obrium trifasciatum
Obrium trifasciatum är en skalbaggsart som beskrevs av Bosq 1951. Obrium trifasciatum ingår i släktet Obrium och familjen långhorningar.
Artens utbredningsområde är Uruguay. Inga underarter finns listade i Catalogue of Life.